# Вирбије
Вирбије (лат. Virbius) је био утемељивач храма богиње Дијане Неморенске у Арицији, поштован као бог.

## Митологија
Вибрије се, првобитно звао Хиполит и био је син атинског краља Тезеја и његове жене Антиопе.
Иполит је био вешт ловац и спортиста, а на брак и сам чин вођења љубави није гледао благонаклоно. Због тога је обожавао Артемиду, девицу која се такође бавила ловом и одбијао је да ода почаст Афродити. Увређена овим занемаривањем Афродита успева да натера Федру, Тезејеву другу жену, а Хиполитову маћеху, да се заљуби у њега. 
Федра је покушала да га заведе, а када је он, из поштовања према свом оцу и својих ставова одбио њену љубав, Федра га је оптужила код Тезеја да је он њу покушао завести, и тражила је од њега да га због тога убије. Тезеј је, да би испунио молбу своје жене, замолио свог оца Посејдона да му он помогне, а Посејдон тада посла немани из мора да преплаше Хиполитове коње, и тако Хиполит настрада.

## Еурипидова трагедија
У Еурипидовој трагедији Хиполит он описује смрт јунака након сукоба са његовом маћехом, другом Тезејевом женом. Проклета од Афродите, Федра се толико жарко заљубљује у Хиполита да се физички разболи и одлучи да прекине своју патњу самоубиством. Не желећи да призна прави разлог зашто се обесила она је оставила поруку Тезеју у којој оптужује Хиполита да ју је силовао.
Тад Тезеј бесан због тога користи једну од три жеље које му је дао Посејдон, његов отац и позива га да убије Хиполита који је отишао у лов. 
Када су преплашени од стране морских немани коњи збацили Хиполита из кочија и док је умирао појавила се Артемида и обећала му да ће га учинити предметом поштовања и причу о Федри и Хиполиту убацује у једну обредну песму.
Еурипидова трагедија се разликује од осталих, зато што Хиполит умире у његовој причи и постаје предмет поштовања, за разлику од осталих прича.
У другим причама и предањима, када је видела шта се догодило, богиња Дијана, а ту је богињу Хиполит посебно поштовао, замолила је бога лечења Ескулапа, да поврати живот Хиполиту. Ескулап је испунио молбу и оживео Хиполита.
Да би Хиполита сачувала и да би он наставио са мирним животом, Дијана га је однела у шуму покрај града Ариција, променивши му и име и обличје, те се он од тог времена зове Вирбије.
Вирбије је, у знак захвалности, крај Неморенског језера - југоисточно од града Рима - подигао храм богињи Дијани, а и сам постао свештеник тог храма.
После његове смрти Римљани су га поштовали као бога заједно са богињом Дијаном.
Храм Дијане Неморенске је постојао све до хришћанствохришћанских времена, и у тај храм су долазиле трудне жене да се моле за сретан и успешан порођај.
Прича о Вибрију - као наставак Еурипидовог „Хиполита“, обрадио је Овидије у 15 књизи „Метармофоза“.